# Chancelaria Régia
A Chancelaria Régia era a "repartição responsável pela redacção, validação (mediante a aposição do selo régio) e expedição de todos os actos escritos da autoria" do Rei de Portugal desde 1211 até 1826.
A estrutura da Chancelaria Régia está descrita na página na internet sobre os arquivos da Torre do Tombo em Portugal.
Pode ser assim sumarizada:
Era a repartição responsável pela redacção, validação do próprio Rei.
Os serviços da chancelaria podiam também reconhecer e conferir carácter público a documentos particulares que lhe fossem submetidos para validação.
Presidia aos serviços da chancelaria o chanceler do Rei (cancelário (cancellarius) ou notário das cúrias (notarius curiae)), ao qual estavam confiados os selos régios e que, desde a formação do Estado, é sempre referenciado como um dos mais próximos ministros do Soberano. De início cabia a ele despachar directamente com o Rei, tendo, frequentemente, exercido uma influência política decisiva.
Com o aumento da complexidade da administração e o aparecimento de outros ministros, cujas decisões eram proferidas em nome do Rei, nomeadamente contadores, ouvidores e sobrejuízes, o chanceler foi-se especializando no exercício de competências técnico-jurídicas, quer de redacção, quer de exame de diplomas régios e particulares, verificando se o seu conteúdo não contradizia leis gerais ou privilégios da Coroa ou de particulares, quer ainda, fazendo registar os diplomas mais importantes.
Continuava, no entanto, a ser detentor dos selos régios e, por conseguinte, era o representante formal da autoridade régia.
Nos séculos XIV-XV, verificou-se uma associação do chanceler do Rei ao tribunal da Casa da Suplicação, o mais alto tribunal do Reino, para que às decisões desse mesmo tribunal fossem conferidos maior valor e dignidade (cf. L.I, Tit. 2 das Ordenações Afonsinas, que refere ser o chanceler o segundo magistrado do Reino, sendo o primeiro o "Regedor e Governador da Casa da Justiça da Corte de El-Rei", e Ordenações Manuelinas, L.I, Tit. 2, onde o chanceler é apresentado como "o segundo Ofício da Casa da Sopricaçam".

## Estrutura
A chancelaria dispunha, além do chanceler (como se disse, magistrado com elevada cultura jurídica), de oficiais próprios, como notários e escrivães, especificamente designados por "notários da chancelaria e escrivães da chancelaria".
Nos primeiros reinados, encontram-se diplomas em que o chanceler é simultaneamente autor e redactor da carta.
Como a passagem de todas as cartas pela chancelaria implicava, para os interessados, o pagamento de taxas próprias, seu primeiro Regimento conhecido (registado a folhas 82-90 do Livro das Leis e Posturas), atribuído ao reinado de D. Afonso IV (1325-1357), limita-se, quase exclusivamente, a regulamentar os direitos que deviam ser cobrados segundo as várias tipologias das cartas (são referidas cartas de vária natureza, como cartas de appellaçom, de sitaçom, de inquiriçom, de obrigaçom, de testemunho, de protestaçom, de rogo, de ricusaçom, de sentença interlucotoria ou definitiva, de tituria, de execuçom, de quitaçom), e segundo o valor da mercê concedida.
O Regimento refere, ainda, «as cartas de Tabeliam, de livredões ou bemfeitorias, de confirmação de juízes, de aprezentaçom de Egreja, de Almoxarifado, de entrega de Castello, de prestamo, de que ElRey dá em dinheiros, de Doaçom, de confirmação de Doaçom, ou Privilegios, ou Fôros, de Doações de foros, e de Coutos, e cartas de graça, assim como a matéria do selo, devendo ser pagas taxas mais altas por cartas firmadas por selo de chumbo do que por selos de cera. »

## Chancelaria-Mor
No século XIV, a chancelaria régia passou a designar-se Chancelaria-Mor, para a distinguir das chancelarias de outros serviços da Administração, como as da Casa dos Contos, da Casa do Cível, das Câmaras de Lisboa e Porto, das Correições das Comarcas e da Chancelaria da Rainha, entre outras.
À Chancelaria-Mor foi dado segundo Regimento, em 16 de Janeiro de 1589, que regula seu despacho, o qual é de acesso difícil, pois não foi alvo de nenhuma publicação.
A partir de meados do século XVI a chancelaria régia passou a designar-se por Chancelaria-Mor da Corte e Reino.